# 사랑의 도피 (1979년 영화)
사랑의 도피(L'amour en fuite)는 프랑수아 트뤼포의 1979년 작품이다. 앙투안 두아넬이라는 캐릭터가 나오는 5번째이자 마지막 영화이다.

## 줄거리
앙투안은 30세가 넘었고, 크리스틴의 친구 릴리안느와 바람을 피우고, 크리스틴과는 이혼한다. 음반 가게에서 일하는 사빈느와 사랑에 빠지고, 자전적 소설을 쓴다.

## 출연

### 주연
- 장 피에르 레오
- 마리 프랑스 피지에
- 클로드 자드

### 조연
- 대니
- 다니엘 메스귀치
- 줄리안 베르도
- 로시 바르트
- 줄리앙 뒤브아

## 기타
- 미술: 장-피에르 코후-스벨코

## 스탭
- 앙투안 두아넬: 장피에르 레오
- 각본: 프랑수아 트뤼포, 쉬잔 쉬프만, 마리마리프랑스 피지에, 장 오렐
- 음악: 조르주 들르뤼
- 음향: 미셸 로랑